# Wierzchowice (powiat polkowicki)
Wierzchowice – wieś w Polsce położona w województwie dolnośląskim, w powiecie polkowickim, w gminie Gaworzyce.

## Podział administracyjny
W latach 1975–1998 miejscowość należała administracyjnie do województwa legnickiego.

## Nazwa
W roku 1295 w kronice łacińskiej Liber fundationis episcopatus Vratislaviensis (pol."Księdze uposażeń biskupstwa wrocławskiego") miejscowość wymieniona jest w zlatynizowanej formie Wyrthowycze.

## Sport
We wsi znajduje się boisko sportowe (wymiary: 100 × 60 m) do gry w piłkę nożną, przy Wiejskim Klubie Sportowym Amator Wierzchowice. Największym sukcesem drużyny jest awans na jeden sezon (2011/2012) do klasy okręgowej, grupa Legnica i zajęcie w rozgrywkach 14. miejsca

## Zabytki
Do wojewódzkiego rejestru zabytków wpisane są:
- zespół pałacowy i folwarczny, pierwszej i drugiej połowy XIX w., XX w.:
  - pałac, barokowy z XVIII wieku.
  - oficyna mieszkalna
  - spichlerz z młynem
  - wozownia ze stajnią
  - dwie stodoły
  - park
- karczma, z przełomu XVIII/XIX w.

## Inne obiekty
- pomnik, wzniesiony na cześć mieszkańców poległych w czasie I wojny światowej, znajduje się w zachodniej części wsi
- nowo powstały kościół pw. Świętej Trójcy, znajduje się w centrum miejscowości. Początki prac nad budową kościoła w 2000 roku